# Село имени Нартая Бекежанова
Село имени Нартая Бекежанова (каз. Н.Бекежанов ат.а., до 1997 г. — Коммунизм) — село в Чиилийском районе Кызылординской области Казахстана. Административный центр и единственный населённый пункт Керделинского сельского округа. Код КАТО — 435253100.
Село названо в честь акына и композитора Нартая Бекежанова (1890—1954).

## Население
В 1999 году население села составляло 2457 человек (1213 мужчин и 1244 женщины). По данным переписи 2009 года, в селе проживало 2776 человек (1386 мужчин и 1390 женщин).

## Известные жители и уроженцы
- Казанбаева, Шырынкуль (род. 1920) — Герой Социалистического Труда.
- Калдыбаев, Маман (1879—1959) — Герой Социалистического Труда.
- Кокиев, Нартай (1901—1972) — Герой Социалистического Труда.